# Rainie Yang
Rainie Yang (chiń. 楊丞琳; pinyin Yáng Chénglín; ur. 4 czerwca 1984 w Beitou, Tajpej) – tajwańska piosenkarka i aktorka.

## Biografia
Yang rozpoczęła swoją karierę w 2000 roku jako członkini tajwańskiego girlsbandu 4 in Love, gdzie otrzymała pseudonim sceniczny Rainie. Po rozwiązaniu grupy w 2002 roku, Rainie kontynuowała karierę w przemyśle rozrywkowym jako gospodarz programów telewizyjnych, takich jak show Guess Guess Guess. Po zagraniu drugoplanowych ról w seriach telewizyjnych, w tym bardzo popularnej tajwańskiej serii Meteor Garden, dostała główną rolę jako Qi Yue w tajwańskim serialu Devil Beside You z Mike He w 2005 roku. We wrześniu tego samego roku wydała swój debiutancki album, My Intuition, zawierał utwór "理想情人" (Li Xiang Qing Ren), który był piosenką przewodnią do serialu Devil Beside You, oraz utwór "曖昧" (Ai Mei), który był końcowym motywem.
W marcu 2006 roku wydała swój drugi album, Meeting Love. 
8 stycznia 2007 roku, Rainie wystąpiła w swoim ostatnim odcineku Guess Guess Guess, ze względu na napięty harmonogram i skupienie się na karierze muzycznej i aktorskiej. Rainie zagrała w filmie o tematyce lesbijskiej Spider Lilies z Isabellą Leong. Po roli w filmie Spider Lilies, Rainie powróciła do swojego poprzedniego uroczego wizerunku, grając główną rolą w dramacie Why Why Love, z Mike He i Kingonem Wangiem, który został wyemitowany latem 2007 roku. Następnie wydała swój trzeci album, My Other Self, który ukazał się 7 września 2007 roku. Zawiera piosenkę przewodnią do serialu Why Why Love, "完美比例" (Wan Mei Bi Li) i końcową "缺氧" (Que Yang).
23 kwietnia 2008 roku, podczas kręcenia serialu Miss No Good w Sanzhi na Tajwanie, Rainie spadła ze schodów i została zabrana do szpitala Mackay Memorial Hospital w Tajpej. Po badaniu rentgenowskim lekarze zdiagnozowali u niej stłuczenie kręgosłupa. Serial Miss No Good, z udziałem Rainie i Will Pana, został wyemitowany jesienią i zimą 2008 roku i spotkał się z dużym sukcesem. W tym czasie wydała także swój czwarty album Not Yet a Woman, który zawiera piosenkę przewodnią "太煩惱" (Tai Fan Nao) oraz końcową "帶我走" (Dai Wo Zou), do serialu Miss No Good.
W 2009 roku Yang zagrała w To Get Her z Jiro Wangiem i George Hu, oraz serialu Hai Pai Tian Xin. 
Po promocji serialu Hai Pai Tian Xin, Rainie wydała swój piąty album, Rainie & Love...?, który został wydany 1 stycznia 2010 roku. Również w 2010 roku zagrała w horrorze The Child's Eye, kręconym w Tajlandii,. Po sukcesie serialu Devil Beside You i Miss No Good za granicą, Rainie weszła w przemysł J-popowy w 2010 roku, wydając japońską wersję swojego przeboju Aimai (曖昧; My Intuition) jako swój pierwszy japoński singiel.. 23 kwietnia Rainie wydała swój pierwszy album kompilacyjny, Whimsical World Collection. Składa on się z 3 nowych utworów, 35 wcześniej wydanych utworów i 15 teledysków z jej poprzednich pięciu albumów. Rainie świętując swoje dziesięciolecie w show biznesie, odbyła swój pierwszy poważny koncert w Taipei Arena. Koncert "Whimsical Live", który odbył się 24 kwietnia, był początkiem długo oczekiwanej światowej trasy koncertowej. W dniu 22 października 2010 roku zdobyła nagrodę dla najlepszej aktorki na 45. Golden Bell Awards za rolę Chen Baozhu w Hai Pai Tian Xin.
W 2011 Rainie wydała swój szósty album Longing for..., z utworem "我們都傻" (We Are All Silly), który znalazł się w Soundtracku do serialu Love You.
W 2012 roku Rainie wystąpiła w krótkometrażowym filmie romantycznym Heartbeat Love z Show Lo. 17 sierpnia 2012 roku wydała swój siódmy album Wishing for Happiness. Natomiast jej druga trasa koncertowa Love Voyage rozpoczęła się 14 grudnia.
W dniu 23 sierpnia 2013 roku Rainie wydała swój ósmy album Angel Wings.
W 2014 roku podpisała kontrakt z EMI Taiwan. Jej dziewiąty album, A Tale of Two Rainie, został wydany 12 grudnia 2014 roku. W tym samym roku zagrała w chińskim serialu Love at Second Sight.
30 września 2016 roku ukazał się jej dziesiąty album Traces of Time in Love. Rainie została nominowana do trzech nagród na 28. Golden Melody Awards, w tym do piosenki roku, nagrody dla najlepszego tekstu i najlepszego singla "Traces of Time In Love", dzięki czemu dołączyła do prestiżowej listy nominacji do wszystkich trzy największych nagród rozrywkowych Tajwanu, nagrody Golden Bell nagrody Golden Horse i nagrody Golden Melody. W tym samym roku zagrała również w Life Plan A and B.
W 2017 roku zagrała w tajwańskim horrorze The Tag-Along 2. Rainie również rozpoczęła trasę Youth Lies Within Tour w grudniu 2017 roku odbyła dwa koncerty w Taipei Arena i dwa w lutym 2018 roku w Hong Kong Coliseum, na którym gościnnie wystąpiły członkinie z girlsbandu 4 in Love, po 16 latach od ich rozpadu.
27 listopada 2019 roku Rainie wydała swój jedenasty studyjny album Delete Reset Grow.
5 listopada 2020 r. Yang wydała swój dwunasty album studyjny Like a Star.

## Dyskografia

### Albumy
- 2005: My Intuition
- 2006: Meeting Love
- 2007: My Other Self
- 2008: Not Yet a Woman
- 2010: Rainie & Love...?
- 2011: Longing For
- 2012: Wishing for Happiness
- 2013: Angel Wings
- 2014: A Tale of Two Rainie
- 2016: Traces of Time in Love
- 2019: Delete Reset Grow
- 2020: Like a Star

### Kompilacje
- 2010: Whimsical World
- 2017: Rainie Yang Essential

## Filmografia

### Seriale
- The Ex-Man (TTV/GTV 2018)
- Life Plan A and B (TTV, 2016)
- Gun Shi Ai Qing Gu Shi (PTS, 2016)
- Love at Second Sight (Hunan TV, 2014)
- Yang Guang Tian Shi (GTV, 2011)
- Zui Hou Jue Ding Ai Shang Ni, (SETTV, 2011)
- Hai Pai Tian Xin (GTV/CTS, 2009)
- ToGetHer (CTV, 2009)
- Miss No Good (CTS, 2008)
- Why Why Love (CTS, 2007)
- 莒光園地攏是冠軍 (CTS, 2005)
- 大熊醫師家 (SET Metro, 2005)[34]
- Devil Beside You (CTV, 2005)
- City of Sky (CCTV, 2004)
- The Legend of Speed (2004)
- Love Bird (GTV, 2004)
- Original Scent of Summer (CTV, 2003)
- Godfather in Pink (CTV, 2003)
- White Lilies (CTV, 2002)
- Tomorrow (CTV, 2002)
- Sunshine Jelly (2001)
- Meteor Rain (CTS, 2001)
- Meteor Garden (CTS, 2001)

### Filmy
- The Tag-Along 2 (2017)
- Ji Guang Zhi Ai (2014)
- 色. 情 (2013)[35][36]
- Wishing for Happiness (2012)[37][38][39]
- Heartbeat Love (2012)[40]
- The Child's Eye (2010)
- Spider Lilies (2007)
- Choh luen kwong cha min (2001)